# Флотхёйс, Мариус
Мариус Хендрикус Флотхёйс (нидерл. Marius Hendrikus Flothuis; 30 октября 1914, Амстердам — 13 ноября 2001, Амстердам) — нидерландский композитор и музыковед.

## Биография
Изучал музыковедение в Амстердамском университете у Альберта Смейерса и Карела Бернет-Кемперса, занимался также древними языками и на всю жизнь сохранил интерес к Древней Греции, отразившийся в таких сочинениях, как «Могила Орфея» для арфы соло (фр. Pour le tombeau d'Orphée; 1950) и четырёхголосный мадригал «Одиссей и Навсикая» (1960). Как пианист занимался под руководством Ханса Брандтс-Бёйса и Аренда Коле, специального образования в области композиции не получил.
С 1937 г. работал в дирекции амстердамского концертного зала «Консертгебау». В 1942 г. был интернирован немецкими оккупационными властями. После войны в 1945—1953 гг. музыкальный критик газеты «Het Vrije Volk». В 1947 г. стал одним из основателей Центра документации нидерландской музыки «Donemus», до 1950 г. заведовал его библиотекой. В 1953—1974 гг. один из руководителей Оркестра Концертгебау. В 1974—1983 гг. профессор музыковедения в Утрехтском университете. Как музыковед известен, прежде всего, своими работами, посвящёнными творчеству Вольфганга Амадея Моцарта; в 1969 г. защитил диссертацию «Моцартовские обработки собственных и чужих сочинений» (нем. Mozarts Bearbeitungen eigener und fremder Werke), d 1983—1990 гг. возглавлял Центральный институт Моцартовских исследований в Зальцбурге. Предложил собственную оркестровку Реквиема Моцарта, написал каденции ко всем клавирным концертам Моцарта, для которых не сохранились авторские каденции, опубликовал на немецком языке популярные путеводители по моцартовским клавирным концертам и струнным квартетам (1998). Осуществил также редакции произведений Клаудио Монтеверди и Йозефа Гайдна, написал книги «Современные английские композиторы» (нидерл. Hedendaagse Engelse componisten; 1949) и «Выразить невыразимое: Очерк французской мелодии после Дюпарка» (фр. ... exprimer l'inexprimable ..., essai sur la mélodie française depuis Duparc; 1996).
Композиторское творчество Флотхёйса началось ещё в 1920-е гг., однако от произведений, написанных до 1934 г., композитор впоследствии отказался. Среди его основных сочинений — четырёхчастная «Симфоническая музыка» (1957), концерты для флейты (1944), валторны (1945), фортепиано (1948), скрипки (1950), кларнета (1957), гобоя (1969), фантазия для арфы с оркестром (1953), различные камерные сочинения. Вокальные и хоровые произведения Флотхёйса написаны, в частности, на тексты Стефана Малларме, Кристиана Моргенштерна, Луи Арагона, Лэнгстона Хьюза, Ингеборг Бахман, Розы Ауслендер, Гюнтера Айха.